# 南一平
南 一平（みなみ いっぺい、本名:荒木紀章、1947年-）は、日本の漫画家、風景画家。日本漫画家協会会員。
岡山県笠岡市出身。
金光学園高等学校を卒業後、専門学校東京デザイナー学院へ進学。東京デザイナー学院在学中に月刊漫画ガロで漫画家としてデビューし同誌新人賞を受賞する。以後、週刊少年ジャンプ、月刊少年ジャンプ、漫画ゴラクで連載を持つ。
1975年、『熱球の果てに…』で手塚賞佳作を受賞。
1980年代中頃、故郷の笠岡市にUターンし、知人に勧められ風景画を描くようになる。
1999年から2004年にかけて中国新聞井笠おかやま版で連載「みちくさ紀行」シリーズで挿絵を担当した。
岡山県川上町、岡山県新庄村、京都府八幡市などの地域プランナーの他、おかやま山陽高等学校、総合学園ヒューマンアカデミー広島校にて講師を務めている。

## 作品リスト
- 『熱球の果てに…』 週刊少年ジャンプ1976年5-6合併号掲載[6]
- 『北斗の騎士』 原作:遠崎史朗 週刊少年ジャンプ1976年41号〜1977年3号連載
- 『影の戦闘隊』 原作:武論尊、月刊少年ジャンプ1978年〜1980年連載 コミックス全6巻
- 『ロックンロール物語』 原作:中原誠、週刊少年ジャンプ1981年21号〜30号連載
- 『劇画・郷土の歴史 岡山県名誉県民編』 岡山放送、1995年[7]
- 『鈴木博士のマンガ健康食事学』 鈴木雅子監修、1995年、NCID BN14582191
- 『マンガ岡山物語』 山陽新聞社編、岡山築城400年関連事業推進協議会、1996年、NCID BN15653295
- 『マンガで見る鴨方の歴史』 鴨方町教育委員会、1996年、NCID BN14496781[7]
- 『森の棘・花の記憶』 原作:にしばねよしこ 解放出版社、2001年、全1巻、ISBN 978-4759202236
- 『まんが西蔵探検家能海寛』 原作:江本嘉伸 金城町波佐文化協会、2002年、NCID BA68797699
- 『山田方谷物語』 山陽新聞社編、山田方谷生誕200年記念事業実行委員会、2005年、NCID BA73773587[7]
- 『まんが石井十次物語 児童福祉の先覚者』 岡山「石井十次顕彰会」設立準備会、2008年[8]
- 『内山完造の生涯:日中友好の架け橋:内山完造先生没後50周年記念』 先人顕彰会・井原、2008年[7][9]
- 『岡山ぶらりスケッチ紀行』 著:網本善光 日本文教出版 岡山文庫272、2011年、ISBN 978-4821252725
中国新聞の連載「みちくさ紀行」シリーズの「鴨方往来笠岡路」（1999年11年5月〜11月）、「井原線各駅停車」（2000年8月〜12月）、「金田一耕助の影を追って」（2003年8月〜2004年5月）の3本をまとめた書籍。南は挿絵を担当。